# Arthrobotrys
Arthrobotrys is een geslacht van mitosporische schimmels, dat behoort tot de familie Orbiliaceae van de ascomyceten. Het geslacht omvat 71 soorten. Het zijn nematofage schimmels. De schimmel vangt een nematode met behulp van samentrekkende ringen, kleverige netten, netten, hyfen of kleverige knobbels, waarna schimmeldraden de nematode binnen dringen en verteren.
De conidioforen zijn doorzichtig, meestal recht en hebben tussenwanden. De conidia zijn tamelijk dunwandig, ellipsvormig, eivormig of knuppelvormig. Ze hebben meestal één tussenwand met een afgekorte of opgezwollen basis. Vaak worden er chlamydosporen gevormd.

## Soorten
Volgens Index Fungorum telt het geslacht 70 soorten (peildatum augustus 2023):
| Soortnaam                        | Auteur(s)                                                        | Publicatiejaar |
| -------------------------------- | ---------------------------------------------------------------- | -------------- |
| Arthrobotrys aggregatus          | Mekht.                                                           | 1979           |
| Arthrobotrys alaskanus           | (Matsush.) Oorschot                                              | 1985           |
| Arthrobotrys amerosporus         | S. Schenck, W.B. Kendr. & Pramer                                 | 1977           |
| Arthrobotrys anomalus            | G.L. Barron & J.G.N. Davidson                                    | 1972           |
| Arthrobotrys apscheronicus       | Mekht.                                                           | 1973           |
| Arthrobotrys arthrobotryoides    | (Berl.) Lindau                                                   | 1906           |
| Arthrobotrys azerbaijanicus      | (Mekht.) Oorschot                                                | 1985           |
| Arthrobotrys bakunika            | Mekht.                                                           | 1979           |
| Arthrobotrys botryosporus        | G.L. Barron                                                      | 1979           |
| Arthrobotrys chazaricus          | Mekht.                                                           | 1998           |
| Arthrobotrys clavisporus         | (R.C. Cooke) S. Schenck, W.B. Kendr. & Pramer                    | 1977           |
| Arthrobotrys compactus           | Mekht.                                                           | 1973           |
| Arthrobotrys conoides            | Drechsler                                                        | 1937           |
| Arthrobotrys constringens        | Dowsett, J. Reid & Kalkat                                        | 1984           |
| Arthrobotrys cookedickinsonianus | Z.F. Yu                                                          | 2014           |
| Arthrobotrys cylindrosporus      | (R.C. Cooke) S. Schenck, W.B. Kendr. & Pramer                    | 1977           |
| Arthrobotrys dactyloides         | Drechsler                                                        | 1937           |
| Arthrobotrys dendroides          | Kuthub., Muid & J. Webster                                       | 1985           |
| Arthrobotrys dianchiensis        | (Y. Hao & K.Q. Zhang) Z.F. Yu                                    | 2014           |
| Arthrobotrys doliiformis         | Soprunov                                                         | 1958           |
| Arthrobotrys elegans             | (Subram. & Chandrash.) Seifert & W.B. Kendr.                     | 1983           |
| Arthrobotrys ellipsosporus       | Tubaki & K. Yamanaka                                             | 1984           |
| Arthrobotrys entomopagus         | Drechsler                                                        | 1944           |
| Arthrobotrys eudermatus          | (Drechsler) M. Scholler, Hagedorn & A. Rubner                    | 1999           |
| Arthrobotrys flagrans            | (Dudd.) Mekht.                                                   | 1964           |
| Arthrobotrys foliicola           | Matsush.                                                         | 1975           |
| Arthrobotrys fruticulosus        | Mekht.                                                           | 1979           |
| Arthrobotrys fusiformis          | (R.C. Cooke & C.H. Dickinson) M. Scholler, Hagedorn & A. Rubner  | 1999           |
| Arthrobotrys guizhouensis        | K.Q. Zhang                                                       | 1994           |
| Arthrobotrys hertzianus          | M. Scholler & A. Rubner                                          | 1999           |
| Arthrobotrys huaxiensis          | Z.F. Yu                                                          | 2014           |
| Arthrobotrys indicus             | (Chowdhry & Bahl) M. Scholler, Hagedorn & A. Rubner              | 1999           |
| Arthrobotrys iridis              | (Ts. Watan.) M. Scholler, Hagedorn & A. Rubner                   | 1999           |
| Arthrobotrys irregularis         | (Matr.) Mekht.                                                   | 1971           |
| Arthrobotrys janus               | (S.D. Li & Xing Z. Liu) Z.F. Yu                                  | 2014           |
| Arthrobotrys kirghizicus         | Soprunov                                                         | 1958           |
| Arthrobotrys koreensis           | H.Y. Wu bis & D.G. Kim                                           | 2012           |
| Arthrobotrys longiphorus         | (Xing Z. Liu & B.S. Lu) M. Scholler, Hagedorn & A. Rubner        | 1999           |
| Arthrobotrys longiramulifer      | Matsush.                                                         | 1995           |
| Arthrobotrys longus              | Mekht.                                                           | 1973           |
| Arthrobotrys megalosporus        | (Drechsler) M. Scholler, Hagedorn & A. Rubner                    | 1999           |
| Arthrobotrys megasporus          | (Boedijn) Oorschot                                               | 1985           |
| Arthrobotrys microscaphoides     | (Xing Z. Liu & B.S. Lu) M. Scholler, Hagedorn & A. Rubner        | 1999           |
| Arthrobotrys musiformis          | Drechsler                                                        | 1937           |
| Arthrobotrys nematopagus         | (Mekht. & Faizieva) A. Rubner                                    | 1996           |
| Arthrobotrys nonseptatus         | Z.F. Yu, S.F. Li & K.Q. Zhang                                    | 2009           |
| Arthrobotrys obovatus            | K.Q. Zhang & Xing Z. Liu                                         | 1996           |
| Arthrobotrys oviformis           | Soprunov                                                         | 1958           |
| Arthrobotrys paucus              | J.S. McCulloch                                                   | 1977           |
| Arthrobotrys perpastus           | (R.C. Cooke) Jarow.                                              | 1970           |
| Arthrobotrys polycephalus        | (Drechsler) Rifai                                                | 1968           |
| Arthrobotrys pseudoclavatus      | (Z.Q. Miao & Xing Z. Liu) J. Chen, L.L. Xu, B. Liu & Xing Z. Liu | 2007           |
| Arthrobotrys psychrophilus       | (Drechsler) M. Scholler, Hagedorn & A. Rubner                    | 1999           |
| Arthrobotrys pyriformis          | (Juniper) Schenk, W.B. Kendr. & Pramer                           | 1977           |
| Arthrobotrys reticulatus         | (Peach) M. Scholler, Hagedorn & A. Rubner                        | 1999           |
| Arthrobotrys robustus            | Dudd.                                                            | 1952           |
| Arthrobotrys roseus              | Massee                                                           | 1885           |
| Arthrobotrys rutgeriensis        | (R.C. Cooke & Pramer) Z.F. Yu                                    | 2014           |
| Arthrobotrys salinus             | (R.C. Cooke & C.H. Dickinson) M. Scholler, Hagedorn & A. Rubner  | 1999           |
| Arthrobotrys shahriari           | (Mekht.) M. Scholler, Hagedorn & A. Rubner                       | 1999           |
| Arthrobotrys shizishananus       | (X.F. Liu & K.Q. Zhang) J. Chen, L.L. Xu, B. Liu & Xing Z. Liu   | 2007           |
| Arthrobotrys sinensis            | (Xing Z. Liu & K.Q. Zhang) M. Scholler, Hagedorn & A. Rubner     | 1999           |
| Arthrobotrys soprunovii          | Mekht.                                                           | 1979           |
| Arthrobotrys sphaeroides         | (Castaner) Z.F. Yu                                               | 2014           |
| Arthrobotrys stilbaceus          | J.A. Mey.                                                        | 1958           |
| Arthrobotrys superbus            | Corda                                                            | 1839           |
| Arthrobotrys tabrizicus          | (Mekht.) M. Scholler, Hagedorn & A. Rubner                       | 1999           |
| Arthrobotrys thaumasius          | (Drechsler) S. Schenck, W.B. Kendr. & Pramer                     | 1977           |
| Arthrobotrys venustus            | K.Q. Zhang                                                       | 1994           |
| Arthrobotrys xiangyunensis       | S.R. Liu, Hong Y. Su & X.Y. Yang                                 | 2014           |